# 瑪莉哈·洛迪
瑪莉哈·洛迪，PhD（英語： Maleeha Lodhi，1952年11月15日—），出生于拉合尔；巴基斯坦外交官、学者及政治家。她是巴国史上第一位女性擔任常驻联合国代表。之前曾是駐美大使及駐英高級專員。洛迪是巴基斯坦最重要的外交官之一。